# 1082 Pirola
1082 Pirola este un asteroid din centura principală, descoperit pe 28 octombrie 1927, de Karl Reinmuth.